# Frank Albert Allack
Frank Albert Allack (Woolwich, Londres, 25 de setembre de 1888-1967) fou un futbolista anglès de la dècada de 1910.

## Trajectòria
Va jugar a Anglaterra al Plumstead FC i al Catford South End FC. Amb el Plumstead va fer una gira per Catalunya l'any 1911, i acabà essent fitxat pel RCD Espanyol, juntament amb William Hodge i Raine Gibson. Amb l'Espanyol fou campió de Catalunya. El 1912 fou fitxat pel FC Barcelona, on jugà dues temporades i fou campió de Catalunya, d'Espanya i de la Copa dels Pirineus. Posteriorment jugà al Català SC.
El seu germà, Henry Thomas Allack, també fou futbolista i jugà a Catalunya a Olot Deportiu, Sporting Club Olotí, CE Manresa i FC Terrassa.

## Palmarès
- Campionat de Catalunya de futbol:
  - 1911-12, 1912-13
- Campionat d'Espanya:
  - 1912-13
- Copa dels Pirineus:
  - 1913